# Mikko Repo
Mikko Repo är en finsk skidskytt, född den 15 januari 1991.
Repos främsta meriter är hans två guld från EYOF i Polen 2009, i sprint och i jaktstart. Repo har deltagit i två juniorvärldsmästerskap i skidskytte, 2009 i Canmore och 2010 i Torsby. I juniorvärldsmästerskapen 2009 blev han som bäst sjua, det i distans, och åtta i en jaktstart där han startade som 22:e man. I Torsby ett år senare gick det inte lika bra för Repo, hans bästa placering blev 25:a. I jaktstart, där han återigen gjorde en bra upphämtning tog han 15 placeringar.